# 1960年の政治
1960年の政治（1960ねんのせいじ）では、1960年（昭和35年）の政治分野に関する出来事について記述する。

## できごと

### 1月
- 1月1日 - カメルーンがフランスから独立。
- 1月5日 - 日本政府、貿易為替自由化促進閣僚会議の設置を閣議決定。
- 1月6日 - 日米安保条約改定の日米交渉妥結。
- 1月19日
  - アスワン・ハイ・ダムの建設始まる。
  - 日米新安保条約が、アメリカ合衆国ワシントンD.C.にて岸信介首相とドワイト・アイゼンハワー大統領との間で調印される。
- 1月20日 - 緑風会が解散。参議院同志会となる。
- 1月24日 - 民主社会党結成大会。
- 1月27日 - ソ連が対日覚書で新安保条約を非難し、外国軍隊が撤退しない限り、歯舞・色丹は引き渡さないと通告。

### 2月
- 2月13日 - フランスがサハラ砂漠で初の原爆実験。第4の核保有国となる。
- 2月23日 - 浩宮徳仁親王、誕生。

### 3月
- 3月15日 - 韓国で大統領選挙実施。馬山で不正選挙があったとして騒乱事件が起こる。
- 3月23日 - 鈴木茂三郎の後任として、日本社会党委員長に浅沼稲次郎が選出される。

### 4月
- 4月2日　- マダガスカル独立。
- 4月4日　- セネガル独立。
- 4月11日 - 韓国で高校生が頭部に催涙弾を打ち込まれた遺体で発見される（馬山事件）。
- 4月18日 - 高麗大学とソウル市立大学の学生が国会前で座り込み。官憲によって多くの負傷者が出る。
- 4月19日 - 李承晩打倒を叫ぶ市民が蜂起する（四月革命 (韓国)、4.19人民蜂起）。
- 4月23日 - 李承晩大統領、行政権の放棄を約束する一方で、国家元首の地位を維持することを表明したため、市民の怒りを買う。
- 4月25日
  - ソウル大学など全国27大学の教授団が呼びかけた「李承晩退陣」を要求する抗議デモが発生。
  - ソウル市内で3万人がデモ。
- 4月26日 - 韓国国会、李承晩大統領の即時辞任を要求する決議を全会一致で採択。李承晩、大統領辞任。
- 4月27日 - トーゴ、フランスの信託統治領から独立へ。

### 5月
- 5月20日 - 衆議院で新日米安全保障条約を強行採決。以降、連日デモ隊が国会を囲む。
- 5月27日 - 1960年トルコクーデター（英語版）
- 5月29日 - 李承晩、米国に亡命。

### 6月
- 6月10日 - ハガチー事件。
- 6月15日
  - 改定安保条約批准阻止の全学連7000人が国会に突入。樺美智子死亡。
  - 岸首相、赤城宗徳防衛庁長官に対して自衛隊の治安出動を要請。
- 6月18日 - 岸首相、赤城防衛庁長官に対して再度、自衛隊の治安出動を要請。赤城長官の拒否により治安出動は回避。
- 6月19日 - 新安保条約が自然成立。
- 6月20日 - マリ連邦がフランスより独立。
- 6月23日 - 新安保条約の批准書の交換、全手続きを終了。岸内閣総辞職を表明。
- 6月26日 - マダガスカルがフランスより独立。

### 7月

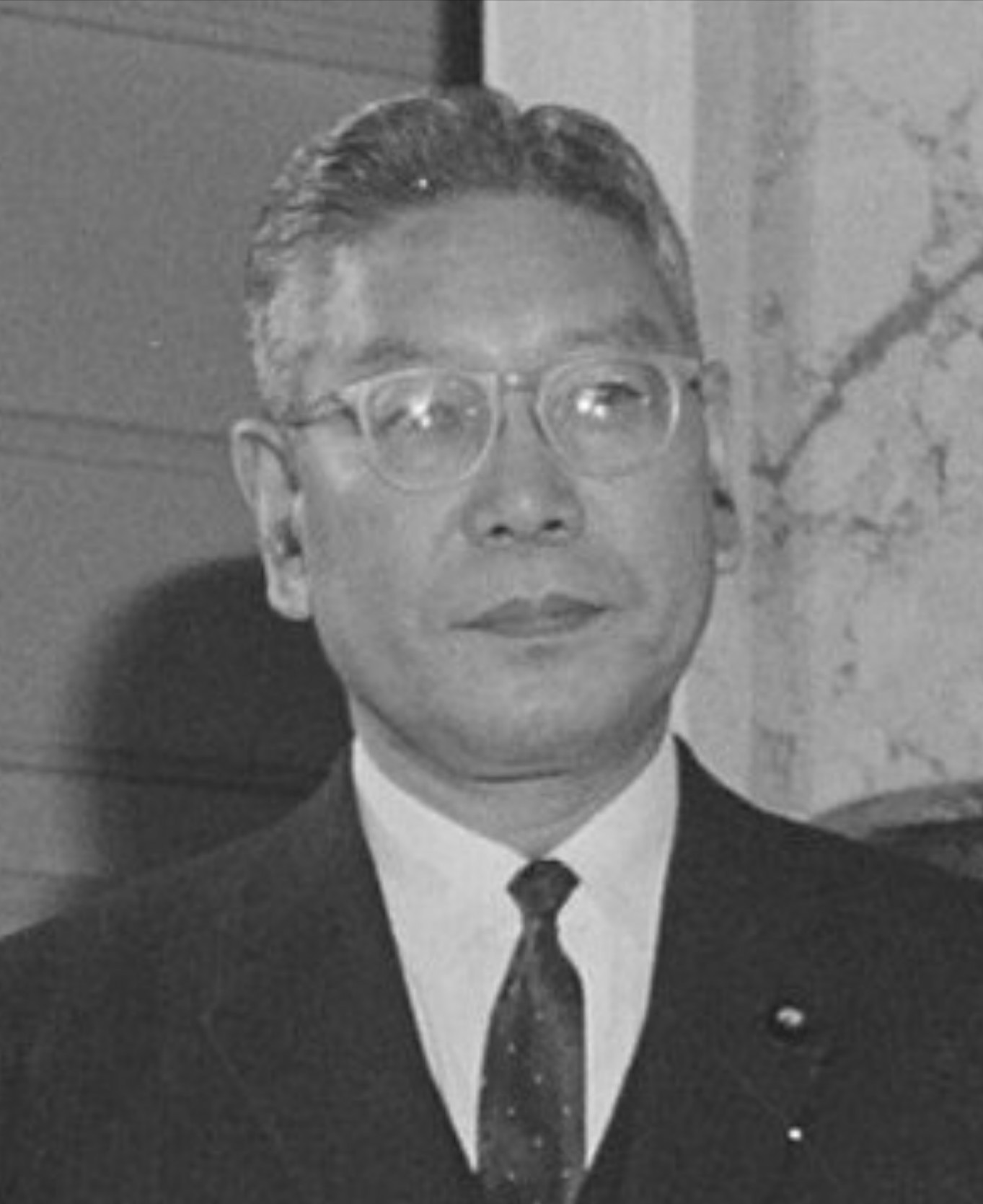
池田勇人内閣成立。岸から池田への政権交代は、政治の季節から経済の季節への時代の結節点であった。池田は所得倍増論を引っさげ、日本は高度経済成長時代に突入する

- 7月5日 - 池田勇人、岸首相（自民党総裁）の後継総裁選挙に立候補表明。
- 7月8日 - 大野伴睦、自民党総裁選挙への立候補表明。
- 7月9日 - 石井光次郎、藤山愛一郎が自民党総裁選に立候補表明。
- 7月13日
  - アメリカ民主党大会でジョン・F・ケネディが大統領候補に指名される。
  - 大野伴睦、総裁選挙立候補を辞退。河野一郎、自民党大会を一日延期させるも、川島正次郎らは離反。
- 7月14日
  - 自由民主党総裁選挙で第4代総裁に池田勇人が選出される。
  - 岸首相が池田新総裁就任祝賀会からの帰路、暴漢の襲撃を受け重傷を負う。
- 7月15日
  - 岸信介内閣総辞職。
  - アメリカ合衆国カリフォルニア州ロサンゼルスのロサンゼルス・メモリアル・コロシアムにおいて行われた民主党の党大会において、大統領候補のジョン・F・ケネディが「ニューフロンティア」を掲げた演説を行う。
- 7月18日 - 第35臨時国会召集（7月22日閉会）。
- 7月19日 - 池田勇人内閣成立。厚生大臣に中山マサが就任（初の女性大臣）。
- 7月21日 - シリマヴォ・バンダラナイケがスリランカの首相に就任し、世界初の女性首相となる。
- 7月25日 - 障害者雇用促進法施行。
- 7月27日 - 経済協力開発機構（OECD）創設。

### 8月
- 8月1日 - 大湊田名部市がむつ市に改名。日本で最初のひらがなの市となる。
- 8月5日 - 河野一郎、新党結成構想。
- 8月9日 - ラオスでコン・レー大尉率いるクーデター。
- 8月13日 - 尹潽善が第2代韓国大統領に就任。
- 8月16日 - スワンナ・プーマ親王がラオス首相に就任。
- 8月 - アフリカで植民地の独立が相次ぐ（1960年は「アフリカの年」と呼ばれる）。

### 9月
- 9月5日 - 自民党、高度成長・所得倍増政策を発表。
- 9月14日 - 石油輸出国機構（OPEC）結成。
- 9月17日 - フルシチョフソ連首相が訪米。
- 9月24日 - 国際開発協会（第二世界銀行）設立。

### 10月
- 10月1日 - ナイジェリア独立。
- 10月12日 - 浅沼稲次郎日本社会党委員長、日比谷公会堂での自民・社会・民社三党党首立会演説会で演説中に右翼少年に刺殺される（浅沼稲次郎暗殺事件）。
- 10月17日 - 第36国会召集。
- 10月18日 - 衆議院本会議場で池田首相による浅沼稲次郎に対する追悼演説。
- 10月19日 - 現行の生活保護水準は低すぎると訴えた朝日訴訟で東京地裁は原告勝訴の判決を下す。
- 10月24日 - 衆議院解散。
- 10月25日 - 横田喜三郎が第3代最高裁判所長官に就任。

### 11月
- 11月1日 - 三井三池争議が完全解決。

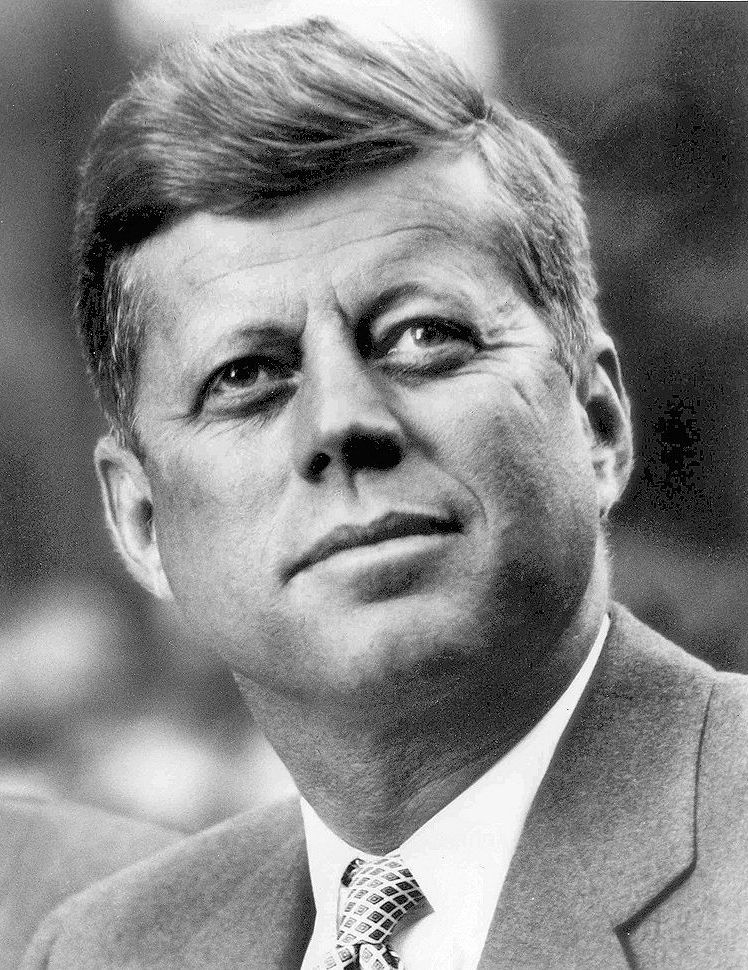
ケネディがアメリカ大統領に当選。

- 11月8日 - アメリカ大統領選挙でジョン・F・ケネディが勝利する。
- 11月12日 - 自民、社会、民社三党首が初めてラジオ・テレビ討論会を実施。
- 11月20日 - 第29回衆議院議員総選挙投票。
  - 自由民主党296議席、日本社会党145議席、民社党17議席、日本共産党3議席、諸派1議席、無所属5議席。
- 11月28日 - モーリタニア独立。

### 12月
- 12月5日 - 第37特別国会召集（12月22日閉会）。
- 12月8日 - 第2次池田内閣成立。
- 12月20日 - 南ベトナム解放民族戦線結成。
- 12月26日 - 第38国会召集（1961年6月8日閉会）。
- 12月27日 - 閣議、所得倍増計画を正式決定、池田勇人首相、所得倍増計画を発表。